# بيتر نورفولك
بيتر نورفولك (بالإنجليزية: Peter Norfolk)‏ مواليد 13 ديسمبر 1960 في لندن، هو لاعب بريطاني في تنس الكراسي المتحركة بدأ مسيرته كمحترف سنة 1991 ويحتل حالياً المرتبة رقم.3 في تصنيف رابطة محترفي كرة المضرب. سبق أن كان المصنف الأول عالمياً.

## الميداليات
| الميدالية | المسابقة                              |
| --------- | ------------------------------------- |
| ذهبية     | ألعاب بارالمبية صيفية 2004            |
| ذهبية     | دورة الألعاب البارالمبية الصيفية 2008 |
| فضية      | ألعاب بارالمبية صيفية 2004            |
| فضية      | ألعاب بارالمبية صيفية 2012            |
| برونزية   | دورة الألعاب البارالمبية الصيفية 2008 |

## وصلات خارجية
- الموقع الرسمي